# Дрејксборо (Кентаки)
Дрејксборо (енгл. Drakesboro) град је у америчкој савезној држави Кентаки.

## Демографија
По попису из 2010. године број становника је 515, што је 112 (-17,9%) становника мање него 2000. године.
| Група             | 2000.       | 2010.       |
| Белци             | 558 (89,0%) | 464 (90,1%) |
| Афроамериканци    | 61 (9,7%)   | 46 (8,9%)   |
| Азијати           | 1 (0,2%)    | 0 (0,0%)    |
| Хиспаноамериканци | 3 (0,5%)    | 5 (1,0%)    |
| Укупно            | 627         | 515         |